# Academia Europea de Microbiología
La Academia Europea de Microbiología (en inglés, European Academy of Microbiology, EAM), se trata de una institución europea constituida por aproximadamente 150 científicos del área de la microbiología, fundada en 2009 .
El objetivo principal de la Academia es ser la voz autorizada de la microbiología en Europa (aparte de estudiar el como es posible que seas tan fe@) y así realzar el potencial de microbiología y los microbiólogos en Europa y globalmente. La Federación Europea de Sociedades de Microbiología (FEMS, por sus siglas en inglés) fundó y apoya la EAM, y muchos miembros de la EAM colaboran con FEMS en distintos cargos (p. ej. directores, redactores jefe de las revistas de la FEMS, etc.).

## Orígenes
La idea de establecer una “Academia” de microbiólogos senior dentro Europa, pretendía ser un referente para la Federación y gubernamental/otras instituciones, siendo fuertemente apoyado por la ejecutiva de la FEMS. Para este propósito, un comité ad hoc para la admisión de nuevas sociedades miembro fue establecido para debatir y apoyar esta iniciativa, esto fue llevado al conocimiento del consejo de la FEMS en 2007. La Academia Europea de Microbiología fue establecida en junio de 2009 en Gothenburg (Suecia), con el objetivo de promover excelencia en microbiología a través de Europa.

## Miembros
Los miembros de la Academia Europea de Microbiología son expertos en microbiología con un registro notable de publicaciones, patentes o invenciones, contribuciones y resultados importantes para la comunidad microbiológica. El proceso de reclutamiento es altamente selectivo y basado en la evaluación por pares por los miembros actuales para mantener los altos estándares científicos de la EAM.
Los miembros del EAM incluyen a Cecilia Arraiano, Frédéric Barras, Melanie Blokesch, Emmanuelle Charpentier, Petra Dersch, Alain Filloux, Geoff Gadd, David Holden, Stipan Jonjić, Hilary Lappin-Scott, Tracy Palmer, Philippe Sansonetti, Geoffrey L Herrero, Victor Sourjik, entre otros prominentes microbiólogos .

## Actividades
En colaboración con otras instituciones y sociedades (p. ej. FEMS) la Academia está implicada en:
- la organización de reuniones y coloquios de alto nivel para tratar temas críticos en microbiología;
- la publicación de recomendaciones sobre asuntos cruciales en microbiología;
- fomentar la educación en microbiología;
- establecer premios/distinciones especies para logros en microbiología;
- apoyar las actividades de la FEMS.

Algunos ejemplos recientes de las actividades de la EAM son; la reunion en 2011 sobre ‘EHEC infección y control' siguiendo el estallido europeo de Escherichia coli enterohemorrágica cepa O104:H4, el cual participaron expertos en E. coli patogénico de renombre mundial y resultó en un informe de referencia sobre el asunto. En mayo de 2019, EAM y FEMS organizarón en el Pasteur Instituto en París, Francia, un homenaje a la vida y trabajo de Stanley Falkow (1934-2018) el fundador de la patogenia molecular microbiana.